# Aubonne (rivière)
 (signalé en août 2025).
Si vous disposez d'ouvrages ou d'articles de référence ou si vous connaissez des sites web de qualité traitant du thème abordé ici, merci de compléter l'article en donnant les références utiles à sa vérifiabilité et en les liant à la section « Notes et références ».
- Archive Wikiwix
- Bing
- Cairn
- DuckDuckGo
- E. Universalis
- Gallica
- Google
- G. Books
- G. News
- G. Scholar
- Persée
- Qwant
- (zh) Baidu
- (ru) Yandex
- (wd) trouver des œuvres sur Wikidata

Pour les articles homonymes, voir Aubonne.
L'Aubonne est une rivière coulant en Suisse dans le canton de Vaud. Elle se jette dans le Rhône par le lac Léman.

## Cours
L'Aubonne prend sa source dans le massif du Jura au pied des Monts de Bière. Elle coule vers le sud-est en passant par Bière, elle reçoit sur sa rive droite le Toleure, la Sandoleyre puis l'Armary. Elle passe ensuite sur l'est d'Aubonne, elle reçoit peu après les eaux du Flumau sur sa rive gauche. Après être passée par l'est d'Allaman elle rejoint le lac Léman par un cône de déjection.

## Parcours
Communes vaudoises traversées :
- Bière, Montherod, Aubonne, Allaman et Buchillon

## Barrage
Un barrage avec un lac de retenue d'une capacité de 45 000 m3 se trouve sur cette rivière au lieu-dit La Vaux, au milieu de l'Arboretum du vallon de l'Aubonne. Il est exploité par la Société Électrique des Forces de l'Aubonne (SEFA).

## Histoire
L'Aubonne s'appelait Albunna en 1005.